# La Mongie
La Mongie is een skistation in de Pyreneeën, gelegen op de Col du Tourmalet op het grondgebied van de gemeenten Campan, Bagnères-de-Bigorre en Barèges.
La Mongie werd in 1945 gebouwd op de flanken van de Tourmalet. In 1953 kwam er een kabelbaan die naar de Pic du Midi de Bigorre leidt. La Mongie beschikt over 114 km aan skipistes. Het skioord heeft 230 sneeuwkanonnen ter beschikking.

## Wielrennen
La Mongie was drie keer aankomstplaats van een etappe in de Ronde van Frankrijk. De ritwinnaars zijn:
- 1970: Bernard Thévenet  Frankrijk
- 2002: Lance Armstrong  Verenigde Staten, later gediskwalificeerd i.v.m. doping
- 2004: Ivan Basso  Italië